# Плоцьке воєводство (1495—1793)
52°33′ пн. ш. 19°42′ сх. д. / 52.55° пн. ш. 19.7° сх. д.
Пло́цьке воєво́дство (лат. Palatinatus Plocensis, пол. Województwo płockie) — адміністративно-територіальна одиниця Королівства Польського та Корони Польської в Речі Посполитій. Існувало в 1495—1793 роках. Створене на основі земель Мазовецького князівства. Входило до складу Великопольської провінції. Належало до регіону Мазовія. Розташовувалося в західній частині Речі Посполитої, на північному заході Мазовії. Головне місто — Плоцьк. Очолювалося плоцькими воєводами. Сеймик воєводства збирався у містечку Рацяж. Мало представництво із 3 сенаторів у Сенаті Речі Посполитої. Складалося з 8 повітів. Станом на 1791 рік площа воєводства становила 3591 км². Населення в 1790 році нараховувало 53 768 осіб. Ліквідоване 1793 року під час другого поділу Речі Посполитої. Територія воєводства увійшла до складу провінції Південна Пруссія королівства Пруссія.

## Повіти
- Бельський повіт → Бельськ
- Млавський повіт → Млава
- Недзбожський повіт → Недзбож
- Плонський повіт → Плонськ
- Плоцький повіт → Плоцьк
- Рацяжкий повіт → Рацяж
- Серпцький повіт → Серпць
- Шренський повіт → Шренськ